# Jean de L’Aubespine
Jean de L’Aubespine (* um 1558 in Orléans; † 23. Februar 1596 in Paris) war ein französischer Geistlicher; er war von 1583 bis 1588 Bischof von Limoges und von 1588 bis zu seinem Tod Bischof von Orléans.

## Leben
Jean de L’Aubespine ist der Sohn von Gilles de L’Aubespine, Advokat in Orléans und Vogt der Kirche Saint-Euverte in Orléans, und Marie Gobelin. Er ist außerdem der Neffe von Sébastien de L’Aubespine, Bischof von Limoges.
Er wurde Kanoniker an der Kathedrale Notre-Dame de Paris und am 25. Mai 1579 Conseiller im Parlement de Paris. Er erhielt die Abtei Saint-Martial de Limoges (1582–1591) und die Abtei Saint-Éloi de Noyon (1579–1596) als Kommende. Nach dem Tod seines Onkels wurde er am 22. August 1583 zum Bischof von Limoges ernannt  und am 1. April 1584 in der Abtei Saint-Victor von Nicolas Fumée, dem Bischof von Beauvais, geweiht. Am 16. März 1588 wurde er in das Bistum Orléans versetzt. Er nahm an den Generalständen von 1588/89 in Blois teil und stellte sich im anschließenden Bürgerkrieg auf die Seite der Katholischen Liga. Er schloss sich jedoch 1592 dem royalistischen Lager an und ermöglichte zusammen mit dem Bürgermeister Jacques Chauvreux und dem Gouverneur der Stadt Claude de La Châtre die Unterwerfung der Stadt Orléans unter Heinrich IV. Am 27. Februar 1594 nahm er als Vertreter des Bischofs von Noyon als Pair von Frankreich an der Krönung von Königs teil. Er war auch bei der Versammlung des Klerus im Jahr 1595 anwesend und starb im Alter von 38 Jahren am 23. Februar 1596.